# Kabinett Hertling (Preußen)
Das Kabinett Hertling bildete vom 1. November 1917 bis 13. November 1918 das letzte von König Wilhelm II. berufene Preußische Staatsministerium. Im Zuge der Novemberrevolution 1918 übernahm am 12. November das preußische Revolutionskabinett unter Paul Hirsch (MSPD) und Heinrich Ströbel (USPD) die Macht in Preußen und das Staatsministerium beendete seine Tätigkeit.
| Amt                                                    | Name |
| ------------------------------------------------------ | --- |
| Ministerpräsident                                      | Georg von Hertling (gleichzeitig Reichskanzler), 1. November 1917 – 3. Oktober 1918 (Zentrum) vakant, 3. Oktober 1918 – 13. November 1918 1                   |
| Vizepräsident                                          | Paul von Breitenbach, 1. – 9. November 1917 Robert Friedberg, ab 9. November 1917 (NLP)                                                                       |
| Äußeres                                                | Georg von Hertling, 1. November 1917 – 3. Oktober 1918 Max von Baden, 3. Oktober – 9. November 1918                                                           |
| Finanzen                                               | Oskar Hergt (DRP nahestehend) (Rücktritt 7. November 1918) |
| Geistliche, Unterrichts- und Medizinal-Angelegenheiten | Friedrich Schmidt |
| Handel und Gewerbe                                     | Reinhold von Sydow, 1. November 1917 – 5. Oktober 1918 Otto Fischbeck, ab 5. Oktober (kommissarisch)/ab 3. November 1918 (definitiv) (FVP)                    |
| öffentliche Arbeiten                                   | Paul von Breitenbach |
| Justiz                                                 | Peter Spahn, 1. November 1917 – 27. November 1918 (Zentrum)                                                                                                   |
| Inneres                                                | Bill Drews |
| Landwirtschaft, Domänen und Forsten                    | Paul von Eisenhart-Rothe |
| Krieg                                                  | Hermann von Stein, 1. November 1917 – 9. Oktober 1918 Heinrich Schëuch, 9. Oktober 1918 – 2. Januar 1919 (ab 14. November 1918 Teil des Revolutionskabinetts) |

Fußnoten
Ab 1869 wurden Bundes- bzw. Reichsbeamte zu Ministern ohne Ressort ernannt, damit sie an Sitzungen des Staatsministeriums teilnehmen durften, an denen Bundes- bzw. Reichsangelegenheiten auf der Tagesordnung standen. Sie sind als reine Titularminister zu verstehen und ihre Ernennung als Lösung für die Probleme, die sich aus der nun notwendigen Verklammerung der Politik von Preußen und Reich ergaben. Die hier angegebenen Amtszeiten beziehen sich nur auf die Zeit als preußische Minister, die von der Amtszeit im Reich abweichen kann.
| Amt                  | Name                                                                            |
| -------------------- | ------------------------------------------------------------------------------- |
| Reichsamt des Innern | Karl Helfferich, 1. – 9. November 1917 Max Wallraf, 7. Januar – 4. Oktober 1918 |
| Reichsschatzamt      | Siegfried von Roedern                                                           |
| Kriegsernährungsamt  | Wilhelm von Waldow                                                              |